# Emphylica xanthocrossa
Emphylica xanthocrossa is een vlinder uit de familie van de grasmotten (Crambidae), uit de onderfamilie van de Pyraustinae. De wetenschappelijke naam van deze soort is voor het eerst voorgesteld door Alfred Jefferis Turner in een publicatie uit 1913.
De soort komt voor in Noord-Australië.